# Cary Mullen
Pour les articles homonymes, voir Mullen.
Cary Mullen, né le 12 octobre 1969 à Calgary, est un ancien skieur alpin canadien.

## Coupe du monde
- Meilleur résultat au classement général : 10e en 1994
  - 1 victoire : 1 descente

### Saison par saison
- Coupe du monde 1992 :
  - Classement général : 98e
- Coupe du monde 1993 :
  - Classement général : 38e
- Coupe du monde 1994 :
  - Classement général : 10e
    - 1 victoire en descente : Aspen II
- Coupe du monde 1995 :
  - Classement général : 91e
- Coupe du monde 1996 :
  - Classement général : 121e
- Coupe du monde 1997 :
  - Classement général : 69e
- Coupe du monde 1999 :
  - Classement général : 123e

## Arlberg-Kandahar
- Meilleur résultat : 16e place dans le combiné 1992 à Garmisch